# Robert Petersen
Robert Karl Frederik Petersen (18. dubna 1928, Maniitsoq – 23. října 2021, Odense) byl grónský eskymolog, dialektolog, antropolog, univerzitní pedagog a první rektor Grónské univerzity.

## Životopis
Robert Petersen byl synem úředníka a státního rady Ole Leviho Albrekta Petersena (1894–1979) a jeho manželky Marie Karoline Jakobine Rosingové (1898–1980). Jeho sourozenci byli ředitel univerzity Hans Christian Petersen (1925–2015), farář a státní rada Ricard Petersen (1931–2014) a básnířka a překladatelka Mariane Petersen. Dne 9. února 1957 se oženil s dánskou zdravotní sestrou Inge Hansenovou (1929–1997), dcerou dělníka Larse P. Hansena († 1976) a jeho manželky Ingeborg Corneliussenové († 2001).
Robert Petersen dokončil vzdělání v Grónském semináři v roce 1948 a pokračoval ve studiu v Dánsku až do roku 1953. V letech 1954 až 1956 působil jako učitel v semináři v Nuuku. V roce 1967 se stal magistrem na Kodaňské univerzitě. V roce 1969 se stal amanuenzem a v roce 1972 lektorem. V roce 1975 se stal profesorem eskymologie v Kodani, prvním Gróňanem na profesorském postu. Když byl v roce 1983 založen Inuitský institut, byl Petersen jmenován jeho prvním ředitelem. Když se z institutu stala samostatná univerzita, byl jmenován jejím prvním rektorem, než v roce 1995 odešel do důchodu.
Robert Petersen byl v letech 1969 až 1973 poradcem jazykového a pravopisného výboru Grónské zemské rady, jehož výsledkem byla reforma grónského pravopisu. V letech 1970 až 1979 byl také členem poradního výboru pro sociální výzkum v Grónsku a od roku 1979 členem Grónského výzkumného výboru. V letech 1976 až 1994 byl členem Komise pro vědecký výzkum v Grónsku a v letech 1976 až 1983 Výboru pro názvy míst, který je zodpovědný za pojmenování geografických objektů v Grónsku. Byl také členem předsednictva kongresu o ropě a zemním plynu v Arktidě v Le Havru v roce 1973, místopředsedou konference arktických národů v Kodani v témže roce a členem politické rady na konferenci Světové rady domorodých národů v roce 1975. V roce 1978 byl předsedou a v roce 1979 místopředsedou na zasedání odborníků UNESCO. V letech 1973 až 1976 byl členem komise pro jazyk Inuitů a v letech 1973 až 1981 spoluredigoval recenzovaný časopis International Journal of American Linguistics. Od roku 1976 byl členem Výboru pro antropologický výzkum Severské rady a také členem představenstva Nordisk Samisk Institutt a Grønlands Sprognævn.
Robert Petersen byl v roce 1992 jmenován čestným doktorem na kanadské Université Laval a roku 2010 i na Grónské univerzitě. Byl také členem Královské akademie švédské lidové kultury Gustava Adolfa. Je také držitelem Ceny za lidovou kulturu udělované Svazem dánských spisovatelů (1977), Ceny za grónskou kulturu (1993), ceny Rinkmedaljen (2003) a ceny Ebbe-Munck-prisen (2005). Kromě toho se stal rytířem Řádu Dannebrog a 16. října 1996 obdržel stříbrný Nersornaat.
Robert Petersen zemřel 23. října 2021 ve věku 93 let v nemocnici v dánském Odense.